# Jürgen Sparwasser
Jürgen Sparwasser (Halberstadt, 1948. június 4. –) keletnémet válogatott német labdarúgó, edző, a keletnémet válogatottal az 1972. évi nyári olimpiai játékokon, Münchenben bronzérmet nyert.

## Pályafutása

### Klubcsapatban
Pályafutását szülővárosa csapatában a BSG Lokomotive Halberstadtban kezdte. 1965-ben az 1. FC Magdeburg szerződtette, ahol 1966 januárjában mutatkozott be a felnőttek között. 1966 és 1979 között 271 DDR-Oberliga mérkőzésen lépett pályára és 111 alkalommal volt eredményes, emellett 40 nemzetközi kupamérkőzésen is szerepelt. Tagja volt az 1974-ben kupagyőztesek Európa-kupáját nyerő együttesnek is. 1979-ben csípősérülés miatt fejezte be a pályafutását.

### A válogatottban
1969 és 1977 között 49 alkalommal szerepelt az NDK válogatottjában és 14 gólt szerzett. Részt vett az 1972. évi nyári olimpiai játékokon és az 1974-es világbajnokságon. Az olimpián 7 mérkőzésen 5 alkalommal volt eredményes, csapata pedig –a Szovjetunióval megosztva– bronzérmet szerzett.

### 1974-es világbajnokság
A történelem egyetlen NSZK–NDK mérkőzésére az 1974-es labdarúgó-világbajnokságon került sor. A találkozót a keletnémetek nyerték Sparwasser góljával 1–0-ra, amely a szocializmus és a kapitalizmus versengésében szimbolikus jelentőséggel bírt. A 26 éves magdeburgi gépészmérnök nemzeti hős lett az NDK-ban. Évekkel később mindezekről így nyilatkozott: „Ha egyszer meghalok, s csak annyit vésnek a sírkövemre, hogy Hamburg ’74, akkor is mindenki fogja tudni, hogy én nyugszom ott.”

## Sikerei, díjai
- 1. FC Magdeburg:
  - Kupagyőztesek Európa-kupája győztes: 1973–74
  - Keletnémet bajnokság bajnok: 1971–72, 1973–74, 1974–75
  - Keletnémet labdarúgókupa győztes: 1969, 1973, 1978, 1979
- NDK:
  - Olimpiai játékok bronzérmes: 1972
  - Labdarúgó-világbajnokság résztvevő: 1974

## Külső hivatkozások
- Jürgen Sparwasser – a FIFA adatbázisában
- Jürgen Sparwasser a National-football-teams.com oldalon
- Jürgen Sparwasser profilja az Olympedia oldalán (angolul)
- Jürgen Sparwasser a DFB honlapján (német nyelven). dfb.de
- Jürgen Sparwasser (angol nyelven). FootballDatabase.eu